# Oncostemum pterocaule
Oncostemum pterocaule är en viveväxtart som beskrevs av Carl Christian Mez. Oncostemum pterocaule ingår i släktet Oncostemum och familjen viveväxter. Inga underarter finns listade i Catalogue of Life.